# Люсерн (Міссурі)
Люсерн (англ. Lucerne) — селище (англ. village) в США, в окрузі Патнем штату Міссурі. Населення — 57 осіб (2020).

## Географія
Люсерн розташований за координатами 40°27′49″ пн. ш. 93°17′30″ зх. д. / 40.46361° пн. ш. 93.29167° зх. д. (40.463699, -93.291714).  За даними Бюро перепису населення США в 2010 році селище мало площу 0,65 км², з яких 0,65 км² — суходіл та 0,00 км² — водойми.

## Демографія
Згідно з переписом 2010 року, у селищі мешкало 85 осіб у 36 домогосподарствах у складі 25 родин. Густота населення становила 131 особа/км².  Було 51 помешкання (79/км²).
Расовий склад населення:
| - 98,8 % — білих - 1,2 % — азіатів |

До двох чи більше рас належало 0,0 %. Частка іспаномовних становила 0,0 % від усіх жителів.
За віковим діапазоном населення розподілялося таким чином: 18,8 % — особи молодші 18 років, 51,8 % — особи у віці 18—64 років, 29,4 % — особи у віці 65 років та старші. Медіана віку мешканця становила 30,8 року. На 100 осіб жіночої статі у селищі припадало 107,3 чоловіків;  на 100 жінок у віці від 18 років та старших — 109,1 чоловіків також старших 18 років.
За межею бідності перебувало 20,4 % осіб, у тому числі 0,0 % дітей у віці до 18 років та 30,4 % осіб у віці 65 років та старших.
Цивільне працевлаштоване населення становило 49 осіб. Основні галузі зайнятості: освіта, охорона здоров'я та соціальна допомога — 32,7 %, транспорт — 16,3 %, виробництво — 14,3 %.